# 普泽沃农村居民点
普泽沃农村居民点（俄语：Пузевское сельское поселение）是俄罗斯联邦沃罗涅日州布图尔利诺夫卡区所属的一个农村居民点。其下辖有4个居民点，行政中心为普泽沃。据2016年统计，该农村居民点的人口为1921人。